# Birger Lundqvist (läkare)
Ernst Birger Lundqvist, född 26 juni 1888 i Själevads församling, Västernorrlands län, död 25 augusti 1972 i Oscars församling Stockholm, var en svensk läkare. 
Lundqvist blev medicine licentiat 1917, medicine doktor vid Karolinska institutet 1922, docent i obstetrik och gynekologi där 1924, barnmorskelärare vid barnmorskeläroanstalten i Stockholm 1924, professor och överlärare vid barnmorskeläroanstalten i Göteborg 1929 samt överläkare vid Göteborgs barnbördshus, överlärare vid barnmorskeläroanstalten i Stockholm och överläkare vid Södra barnbördshuset 1934–43 och vid Södersjukhusets kvinnoklinik 1943–53. Han utgav även femte (1943) och sjätte (1955) upplagorna av Carl Magnus Groths och Frans Lindbloms Lärobok för barnmorskor.